# Prinsessan Charlotte av Monaco

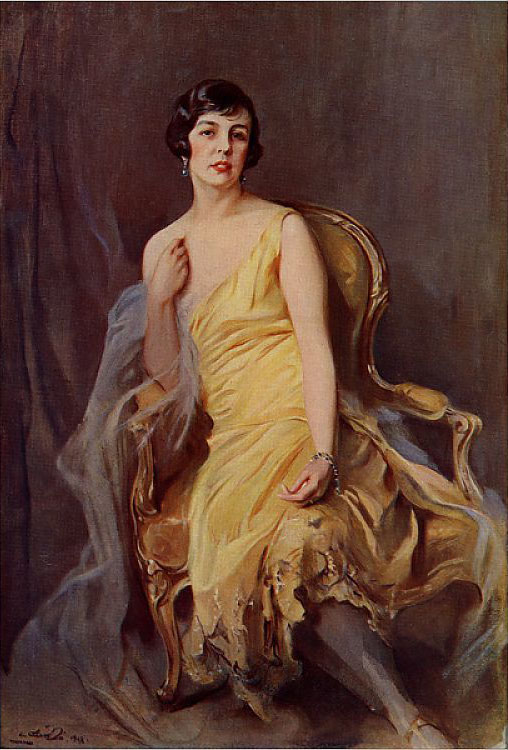
Prinsessan Charlotte av Monaco. Målning från 1920-talet av Philip de László.

Prinsessan Charlotte av Monaco, född 30 september 1898 i Constantine i Franska Algeriet, död 16 november 1977 i Paris, var Monacos tronföljare mellan 1920 och 1944.  
Hon var dotter till furst Louis II av Monaco och Marie Juliette Louvet; hon var resultatet av en kärleksaffär i Nordafrika. 
Hon adopterades år 1918 av sin far, som behövde arvingar till Monacos tron. Hon hade då erkänts som sin fars dotter och förklarats för medlem av furstehuset redan 1911. Hon fick titeln hertiginna av Valentinois. 
Hon gifte sig 19 mars 1920 med den franske greven Pierre de Polignac (född 24 oktober 1895, död 10 november 1964). Paret skilde sig 18 februari 1933.
I äktenskapet föddes två barn:
1. Antoinette av Monaco, född 1920, död 2011
2. furst Rainier III av Monaco, född 1923, död 2005

Charlotte ägnade sitt liv åt välgörenhetsarbete. Hon var hade titeln arvfurstinna av Monaco från 1922 till 1944, då hon gav hon upp sin ställning som tronföljare av Monaco till förmån för sonen, prins Rainier. Pierre var medlem av den Olympiska kommittén. Prinsessan var femmänning med kung Gustaf VI Adolf av Sverige.